# 耳炎
耳炎（じえん、英語: Otitis）は耳の炎症で、患部により次のように分けられている。
- 外耳炎 - 外耳（がいじ。耳介と外耳道）
- 中耳炎 - 中耳（ちゅうじ。鼓膜の奥の空間である鼓室と耳管と耳小骨）
- 内耳炎 - 内耳（ないじ）

## 参照項目
- 耳鼻咽喉科学
- 難聴